# Every Sperm Is Sacred

I sessanta figli cantano Every Sperm Is Sacred nel film Monty Python - Il senso della vita.

Every Sperm Is Sacred è il titolo di una canzone del film Monty Python - Il senso della vita.

## Descrizione
Il cantante è un padre di una famiglia cattolica con molti figli (60 circa), che annuncia loro di aver perso il lavoro e che deve venderli per utilizzarli come cavie di esperimenti, per mantenere la famiglia.
Il padre spiega ai bambini con questa canzone il motivo per cui non ha usato contraccettivi con la moglie: è cattolico e la Chiesa cattolica non permette l'uso del preservativo. In questa canzone viene narrata la passione che l'uomo deve tenere nella cura del proprio seme affinché non venga buttato via invano, cosa che farebbe irritare il Signore.
La canzone, animandosi, conduce ad ampi cori, accompagnati da suore che ballano il can-can.
Il ritornello della canzone dice:
Ovvero

## Produzione
La bambina inquadrata in primo piano canta in playback: a cantare in realtà è un'altra bambina del mucchio.
I bambini non dicevano "sperm" ma una parola simile che permettesse il doppiaggio, su insistenza dei genitori delle giovani comparse per ovvi motivi di censura.
Per lo stesso motivo Palin in realtà pronuncia le parole "at the end of my sock"; la parola "cock" venne doppiata successivamente.